# Mariola Szymczak-Rozlach
Mariola Szymczak-Rozlach – polska językoznawczyni,  dr hab. nauk humanistycznych, adiunkt Instytutu Językoznawstwa Wydziału Humanistycznego Uniwersytetu Śląskiego w Katowicach.

## Życiorys
W 1991 ukończyła studia filologiczne na Uniwersytecie Śląskim w Katowicach, 13 lipca 1999 obroniła pracę doktorską Konstrukcje werbo-nominalne we współczesnym języku słowackim, 14 lipca 2015  habilitowała się na podstawie pracy zatytułowanej Eufemizmy we współczesnym języku słowackim. Piastuje stanowisko adiunkta w Instytucie Językoznawstwa na Wydziale Humanistycznym Uniwersytetu Śląskiego w Katowicach.
Była dyrektorem w Instytucie Filologii Słowiańskiej na Wydziale Humanistycznym Uniwersytetu Śląskiego w Katowicach.